# Moshav shitufi
Un Moshav shitufi ((he) מושב שיתופי, littéralement moshav collectif, pluriel moshavim shitufiim) est un type de village coopératif israélien qui se situe entre le kibboutz et le moshav.
Dans un moshav classique (souvent dénommé moshav ovdim, littéralement moshav de travailleurs) les services liés à la ferme (comme le marketing ou le crédit) sont gérés collectivement pour les membres, tandis que les activités de production et de consommation sont gérées par les familles ou les ménages. Dans un kibboutz classique, toutes les décisions concernant la production, la consommation et les services sont prises collectivement. Le moshav shitufi est une forme intermédiaire d'organisation selon laquelle la production et les services sont gérés collectivement, les décisions concernant la consommation restant de la responsabilité des ménages. Les membres des moshav shitufi participent à l'activité de production agricole et industrielle du village et travaillent simultanément dans des professions variées en dehors de la communauté, contribuant à la collectivité par leur salaire.
Le premier moshav shitufi, Kfar Hittim en Basse Galilée, a été créé en 1936. Les Moshav shitufi ne se sont pas autant développés que les moshavim classiques ou les kibboutzim. Ainsi, fin 2006, on ne comptait que 40 moshav shitufi en Israël, comparé à 400 moshavim classiques et près de 300 kibboutzim. La population des moshavim shitufiim était estimée à environ 18 000 personnes contre 350 000 dans les moshavim classiques et les kibboutzim réunis. Les changements concernant les formes d'organisation coopérative ont été nombreux dans l'histoire d'Israël. Ainsi, Moledet, le second moshav shitufi, avait été créé comme un kibboutz en 1937 puis réorganisé en 1944 comme le moshav shitufi nei Brit (d'après l'organisation Bnai Brith des États-Unis), avant de reprendre sa dénomination originelle Moledet en 1957.

## Liste de moshavim shitufiim
Liste de Moshavim shitufi en Israël,
Tous les villages israéliens ci-dessous sont officiellement enregistrés comme moshavim shitufiim dans le Registre des associations coopératives(he) Rasham HaAgudot HaShitufiyot) du Ministère de l'industrie, du commerce et du travail (juillet 2008). Les commentaires proviennent d'autres sources publiques lorsque le fonctionnement n'est pas classique.
| Moshav shitufi               | Conseil régional  | Districts        | Affiliation          | Commentaires                                         |
| ---------------------------- | ----------------- | ---------------- | -------------------- | ---------------------------------------------------- |
| Alonei Abba                  | Vallée de Jezreel | nord             | HaOved HaTzioni      |                                                      |
| Alonei HaBashan              | Golan             | nord             | Hapoel Hamizrahi     |                                                      |
| Amatzia                      | Lakhish           | sud              | Mishkei Herut Beitar | privatisé                                            |
| Ashalim                      | Ramat HaNegev     | sud              | Mouvement kibboutz   | Implantation communale en cours d'expansion          |
| Beit Yatir (Metzadot Yehuda) | Har Hevron        | Judée et Samarie | Amana                |                                                      |
| Bnei Darom                   | Hevel Yavne       | centre           | Hapoel Hamizrahi     |                                                      |
| Bnei Dror                    | Lev HaSharon      | centre           | Moshavim Movement    |                                                      |
| Carmel                       | Har Hevron        | Judée et Samarie | Amana                |                                                      |
| Elazar                       | Gush Etzion       | Judée et Samarie | Hapoel Hamizrahi     |                                                      |
| HaBonim                      | Hof HaCarmel      | Haifa            | Mouvement kibboutz   |                                                      |
| Keshet                       | Golan             | nord             | Hapoel Hamizrahi     |                                                      |
| Kfar Daniel                  | Hevel Modi'in     | centre           | Mouvement kibboutz   |                                                      |
| Kfar Hittim                  | Basse Galilée     | nord             | Moshavim Movement    |                                                      |
| Ma'on                        | Har Hevron        | Judée et Samarie | Amana                |                                                      |
| Masu'ot Yitzhak              | Shafir            | sud              | Hapoel Hamizrahi     |                                                      |
| Matityahu                    | Mateh Beinyamin   | Judée et Samarie | Poale Agoudat Israël |                                                      |
| Mevo Horon                   | Mateh Beinyamin   | Judée et Samarie | Poale Agoudat Israël |                                                      |
| Mevo Beitar (Mevo'ot Beitar) | Mateh Yehuda      | Jérusalem        | Mishkei Herut Beitar |                                                      |
| Moledet                      | Gilboa            | nord             | Moshavim Movement    |                                                      |
| Neve Ilan                    | Mateh Yehuda      | Jérusalem        | Mouvement kibboutz   |                                                      |
| Nir Galim                    | Hevel Yavne       | centre           | Hapoel Hamizrahi     |                                                      |
| Nir Etzion                   | Hof HaCarmel      | Haifa            | Hapoel Hamizrahi     |                                                      |
| Nordiya                      | Lev HaSharon      | centre           | Mishkei Herut Beitar |                                                      |
| Odem                         | Golan             | nord             | HaOved HaTzioni      |                                                      |
| Or Ganuz                     | Merom HaGalil     | nord             | Amana                | Implantation religieuse fondamentaliste non agricole |
| Ramat Magshimim              | Golan             | nord             | Hapoel Hamizrahi     |                                                      |
| Regba                        | Mateh Asher       | nord             | Mouvement kibboutz   |                                                      |
| Reihan                       | Shomron           | Judée et Samarie | HaOved HaTzioni      |                                                      |
| Shadmot Mehola               | Bik'at HaYarden   | Judée et Samarie | Hapoel Hamizrahi     |                                                      |
| Shavei Tzion                 | Mateh Asher       | nord             | Agricultural Union   |                                                      |
| Shorashim                    | Misgav            | nord             | Moshavim Movement    | agriculture et industrie                             |
| Shoresh                      | Mateh Yehuda      | Jérusalem        | HaOved HaTzioni      |                                                      |
| Talmei Yafeh                 | Hof Ashkelon      | sud              | HaOved HaTzioni      |                                                      |
| Timorim                      | Be'er Tuvia       | sud              | HaOved HaTzioni      |                                                      |
| Tzur Natan                   | Drom HaSharon     | centre           | Mishkei Herut Beitar |                                                      |
| Yad HaShmona                 | Mateh Yehuda      | Jérusalem        | Agricultural Union   |                                                      |
| Yitav (Yeitav)               | Bik'at HaYarden   | Judée et Samarie | Mouvement kibboutz   |                                                      |
| Yesodot                      | Nahal Sorek       | centre           | Poale Agoudat Israël |                                                      |
| Yodfat                       | Misgav            | nord             | Mouvement kibboutz   |                                                      |
| Yonatan                      | Golan             | nord             | Hapoel Hamizrahi     |                                                      |